# 인공 세포

원핵생물의 두 그룹 중 하나인 박테리아의 세포 구조. 이번에 탄생한 인공세포는 박테리아이다.

인공 세포(人工 細胞)는 인위적으로 염기서열을 조작하여 새로운 종의 염기서열을 가진 생명체이다.
1957년 캐나다의 토마스 창이 세계 최초의 인공 세포를 만들었다. 미국의 생물학자인 크레이그 벤터는 초기에는 인간유전체 서열을 특허화하는 사업모델을 만들었으나, 연구 초기에 인간유전체의 서열을 특허화하여 사업구상을 했으나 영국의 생어센터에 의해 실행이 불가능하자 나중에는 인간 유전체 정보를 공개하였다. 그 후 25명의 과학자들과 함께 인류 최초로 인공세포를 만들어 인공생물학이라는 새로운 학문 도약에 기여하였다.

## 생성 과정

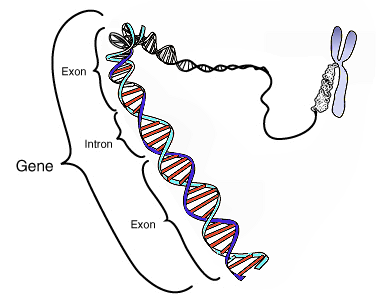
염색체(오른쪽 위)는 DNA가 실타래처럼 감겨 있는 구조로 되어 있다.

- 박테리아 내부의 미코플라스마 미코이데스에서 게놈을 분석한다.[2]
- DNA 조각을 합성한 다음 효모에 넣어서 조립을 한다.[2]
- 합성 게놈을 추출한다.[2]
- 박테리아 미코플라스마 카프리콜룸에서 게놈을 제거한다.[2]
- 미코플라스마와 카프리콜룸이 제거된 박테리아와 합성게놈이 결합하여 합성세포를 만든다.[2]
- 세포분열이 이뤄지고 나면, 미코이데스 박테리아로 변하게 된다.[2]

## 응용 분야
- 현재 바이오 연료나 백신개발에 사용할 수 있으며 현재 연구팀은 미국 에너지회사 엑손모빌과 함께 연구 결과의 산업적 적용 가능성을 따지고 있는 상태이다.[3]
- 난치병치료
- 멸종위기 생물의 관리
- 대기중의 온실가스 제거 생물

## 부정적 견해
- 캘리포니아 공과대학교의 데이비드 볼티모어 교수는 “벤터는 생명을 창조한 게 아니라 모조품을 만들어냈을 뿐 실질적인 응용가능성에는 의심을 가질수 밖에 없다"라고 하였다.[3]
- 뉴욕타임스는 이런 연구 결과가 새로운 유기체의 탄생으로 이어지는 데는 몇년이 더 걸릴 것이라고 내다봤다.[3]
- 인간이 신의 영역을 침범하려 한다는 생명윤리 차원의 문제제기
- 인공생명체가 자연생태계로 퍼져 나갈 때 환경을 파괴하거나 다른 생명체에게 치명적인 병균이 될 가능성 우려.
- 생물학무기로서 연구될 때에 발생할 문제점

## 같이 보기
- 프로토셀
- 합성생물학
- 인공생명